# Персати
Персати (груз. ფერსათი) — село в Грузии, в муниципалитете Багдати в крае Имеретия.

## География
Персати расположены на левом берегу реки Ханисскали (левый приток реки Риони). Высота над уровнем моря — 260 метров. Находится в 4 километрах от Багдати.

## Население
По состоянию на 2014 год в селе проживает 2463 человека.

### Демография
| Год переписи | Население | Мужчины | Женщины |
| ------------ | --------- | ------- | ------- |
| 2002         | 3306      | 1541    | 1765    |
| 2014         | 2463      | 1210    | 1253    |